# Patricio Jerez Díaz
Patricio Andrés Jerez Díaz (Santiago, Chile, 19 de mayo  de 1985) es un futbolista chileno. Actualmente se encuentra sin Club
.

## Trayectoria
Hizo las inferiores en Palestino,en el año 2000. Llegó a ser parte del Palestino tras una prueba de jugadores en La Cisterna, pero antes de pasar a la Sub-17 del club privilegió sus estudios, comenzando la carrera de Educación Física en la Universidad de Las Américas. En esa casa de estudios conoce al entrenador Claudio Borghi, quien lo recomienda a Fernando Vergara, director técnico del Instituto Nacional, cuadro que se encontraba participando de la Tercera División. En ese club estuvo entrenando dos años, pero sin jugar, ya que continuó sus estudios.
En el año 2007 Fernando Vergara fue contratado por Magallanes, quien contactó a Jerez para formar parte del plantel que buscaba subir a Primera B. El jugador accedió a dejar sus estudios para darle una nueva oportunidad al fútbol, disputando toda esa temporada por el conjunto carabalero.
Para la temporada 2009, por recomendación precisamente de Vergara, es fichado por Huachipato.
El año 2011 llegó a Colo-Colo, para ocupar la banda izquierda del campo de juego que dejó vacante Roberto Cereceda.
Diego Cagna  no dudó en fichar Patricio Jerez que en el segundo semestre del 2010 jugando por Huachipato,fue jugador fundamental para llegar a disputar el torneo de play-offs del clausura de ese año. En el año 2012 llega a préstamo a Cobreloa, para afrontar el Torneo de Apertura

## Clubes
| Club                 | País  | Año       | PJ  | Goles |
| -------------------- | ----- | --------- | --- | ----- |
| Magallanes           | Chile | 2006-2008 | 0   | 0     |
| Huachipato           | Chile | 2009-2010 | 21  | 0     |
| Colo-Colo            | Chile | 2011      | 28  | 1     |
| Cobreloa             | Chile | 2012      | 7   | 0     |
| Deportes Antofagasta | Chile | 2012-2018 | 147 | 0     |